# Dario Paccino
Dario Paccino (Albenga, 1918 – 4 giugno 2005) è stato un giornalista, scrittore e saggista italiano.

## Biografia
Si è occupato di ecologia a partire dagli anni settanta. Antifascista, studioso ed educatore ha militato nel movimento dei lavoratori e nel sindacato. Marxista, ha lavorato tutta l'intera vita per la liberazione degli oppressi e in difesa della biosfera.
Ha partecipato attivamente alla resistenza italiana nelle file della Brigata Matteotti, con il nome di battaglia Santi, e al giornale Clandestino dell'Avanti!.
Diede vita, insieme a Valerio Giacomini (ecologo e botanico di fama internazionale), alla rivista della Pro Natura Natura e Società.
Dal febbraio 1979 al giugno 1986 è stato direttore responsabile del periodico ROSSOVIVO, rivista di critica marxista all'ecologia dominante.
Negli anni Settanta fece parte di quel fermento d'idee e d'iniziative volte a interpretare la questione ambientalista alla luce di categorie del pensiero marxista e di integrarla alla luce dei processi sociali ed economici. Nel 1972 pubblicò il suo libro più famoso: L'imbroglio ecologico, in completo contrasto con le posizioni della sinistra italiana del tempo. Secondo Paccino l'ecologia era un ennesimo strumento della borghesia capitalistica per sfruttare i lavoratori delle fabbriche e dei cantieri, «un raffinato complotto capitalista»; i capitalisti non avrebbero alcun interesse alla sopravvivenza degli esseri umani e non umani, ma semplicemente avrebbero creato una "ideologia ecologica" aclassista al fine di difendere i loro profitti dalla crisi ecologica, nascondendo le loro responsabilità nella creazione di questa crisi e scaricando i costi ambientali e sociali unicamente sulle classi subalterne.
Il 1977 è l'anno de Il diario di un provocatore e della collana I libri del no. «Dei libri del Si era piena la terra» si leggeva  nella quarta di copertina di ogni libro. Paccino era in grado di districarsi «con manoscritti freschi di manicomio» da dedicare a stambecchi ed operai, ostinati e contrari, da fissare necessariamente in quelli “del No”. Aveva «paura di non poter più pubblicare libri... che comunque ritengo utile, culturalmente, mettere in circolazione». Nacquero così le cinque serie de i libri del no: «rossa, di movimento; verde, creativa; blu, storia; gialla, contro la scienza; arancione, dei movimenti». Dichiara Paccino la sua mission complessiva: «io con i miei libri cerco di dar voce, senza sognarmi di mediare niente, a chi ne è stato espropriato dal monopolio dell’informazione e della così detta cultura. Da questo punto di vista io non sono un intellettuale: mi limito a svolgere una funzione, sia pure schizofrenicamente, poiché in me convivono (per quella grande volgarità che è il pane) il professionista e il militante. Non sentendomi prigioniero di alcun ruolo, non vedo come possa mai trovarmi in contraddizioni insanabili...».
Paccino è stato anche l'ideatore di Bim, acronimo di «Biblioteca per Invendibili e Malvenduti», una piccola casa editrice indipendente auto-prodotta e auto-finanziata dal circuito antagonista. Bim, per Paccino, era innanzitutto «una ricerca storiograficamente corretta» dalla quale, poi, poter scrutare l’esistente e far emergere la massa di «invendibili e malvenduti a dimensione planetaria». Con Bim si trattava di esplorare la «frantumazione, quando non addirittura conflittualità fra schiavi...» cioè i subordinati, gli ultimi delle nostre società «che son poi – mentre scrivo (2016) sembrerebbero tal quali – i quattro quinti del genere umano». Quasi come volesse perlustrare bifolchi e cafoni di tutto il mondo per potergli magicamente sussurrare: "unitevi!", come nella migliore tradizione marxista. Per Dario Paccino Bim era un lavoro «irrinunciabile», certamente, ma si raccomandava pure affinché l'«elaborazione concettuale» si realizzasse soprattutto «sulla carne» dei protagonisti, nella loro ‘nuda vita’ per comprenderne i «limiti stessi della schiavitù» e forzarli con l’ultima narrazione, la più bella: la «gestazione del libero schiavo».

## Opere
- “Arrivano i Nostri” (Edizioni Avanti, Milano, 1956) contro il genocidio dei nativi d'America
- Nel 1966 insieme a Mario Lodi pedagogo ha collaborato alla stesura di tre libri di scienze per le scuole medie
- “Domani il Diluvio” (Calderini, Bologna, 1970)
- “l'imbroglio Ecologico” (Einaudi, Torino, 1972)
- “L'ombra di Confucio. Uomo e natura in Cina” (Collana “Nuovo Politecnico” della Einaudi, Torino, 1972). Dedicato a suo figlio Sirio ferito dai fascisti perché militante antifascista.
- “La Trappola della scienza. Tutti vivi ad Harrisburg” dedicato alla memoria di Giulio Maccacaro
- “Il diario di un provocatore” (I libri del no, Roma, 1977) da cui fu tratto il film L'uomo della guerra possibile di Romeo Costantini, segnalato al Festival di Venezia del 1984.
- “Sceemi il Rifiuto di Una Generazione” (I libri del no, Roma, 1977)
- “La Teppa all'Assalto del Cielo” (I libri del no, Roma, 1978)
- “La Trappola della Scienza” (La Salamandra, Milano, 1978)
- “I Colonnelli Verdi e la Fine della Storia” (Pellicani, Roma, 1990)
- “La Guerra chiamata Pace” (Pellicani, Rom,a 1992)
- “Gli Invendibili” (Datanews, Roma, 1994)
- “Manuale di Autodifesa Linguistica” (Arterigere - il Lavoratore oltre, Varese, 1996)
- “Il Libero Schiavo di Maastricht” con Luigi Josi e Gian Marco Martignoni (Arterigere - il Lavoratore oltre, Varese, 1997)

Ha poi pubblicato una serie di scritti nel panorama della sinistra antagonista. Da ricordare:
- La Collana Editoriale “Biblioteca per invendibili o malveduti”
- Pubblica “Euro Kaputt” (Editore Odradek, Roma, 2000). ISBN 978-888697-3168
- “Il Padrone. L'Apocalisse” Notiziario Cdp, Pistoia, 2003
- “Il ‘77 occasione da non perdere”  (Notiziario del Centro di Documentazione di Pistoia, nº 150 - Gennaio febbraio 1997)
- “I Senzapatria. Resistenza ieri e Oggi” (Biblioteca Franco Serantini, Pisa, 2006). ISBN 978-888941-3111
- “La Nonviolenza è in Cammino”